# Ágnes Szávayová
Ágnes Szávayová, maďarsky Szávay Ágnes (* 29. prosince 1988 Kiskunhalas) je bývalá maďarská tenistka, která mezi profesionálkami hrála v sezónách 2004–2013. Ve své kariéře na okruhu WTA Tour zvítězila v pěti singlových a dvou deblových turnajích. V rámci okruhu ITF získala tři tituly ve dvouhře a tři ve čtyřhře.
Na žebříčku WTA byla ve dvouhře nejvýše klasifikována v dubnu 2008na 13. místě a ve čtyřhře pak v září 2007 na 22. místě.
Profesionální tenisovou kariéru ukončila 6. února 2013 ve dvaceti čtyřech letech ze zdravotních důvodů. V sezóně 2012 si přivodila zlomeninu obratle a na okruh se již nevrátila. Při odchodu sdělila: „Dlouho mi trvalo, než jsem se rozhodla, ale nemám na vybranou. Nesmím riskovat své zdraví.“
V roce 2007 byla vyhlášena Ženskou tenisovou asociací Nováčkem roku a stala se také nejlepší maďarskou sportovkyní roku.

## Tenisová kariéra
Na juniorce Grand Slamu získala tři tituly. Z pařížského French Open 2005 si připsala double, když vyhrála dvouhru a spolu s Viktorií Azarenkovou ovládly také čtyřhru. O měsíc později pak s Běloruskou zvítězila na juniorce čtyřhry ve Wimbledonu. Mezi ženami došla na grandslamové úrovni nejdále do čtvrtfinále dvouhry US Open 2007 a na daném turnaji si zahrála také semifinále ženské čtyřhry.

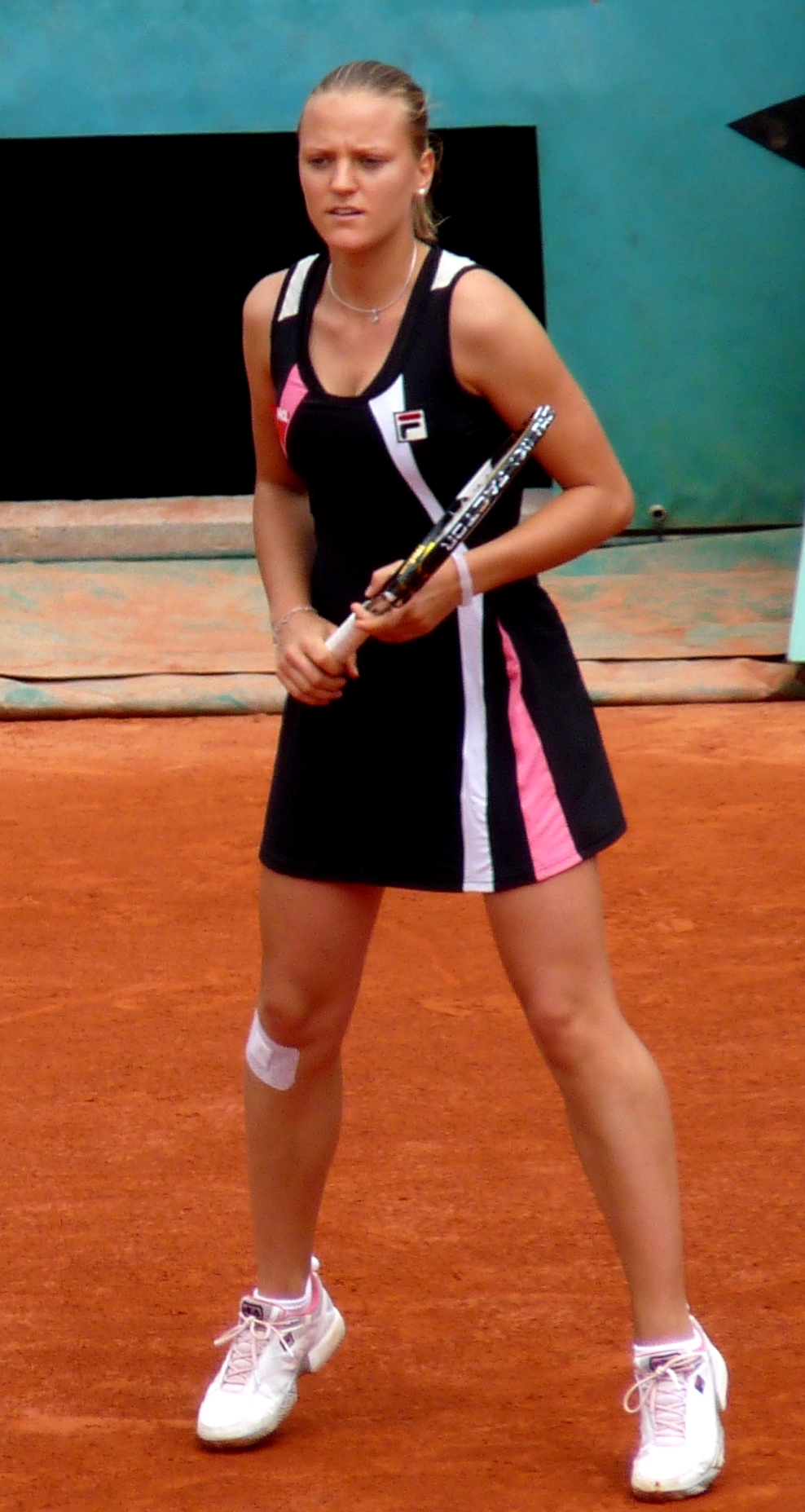
Během French Open 2009

Nejkvalitněji obsazený singlový turnaj vyhrála v září 2007, když z pozice šesté nasazené triumfovala na pekingském China Open z kategorie Tier II, po finálové výhře nad Srbkou Jelenou Jankovićovou 6–7, 7–5 a 6–2.
 
V maďarském fedcupovém týmu debutovala v roce 2005 utkáním základního bloku 1. skupiny zóny Evropy a Afriky proti Estonsku, v němž s krajankou Barbarou Pozcovou vyhrály čtyřhru. Posledním duelem se stal únorový zápas 1. skupiny zóny Evropy a Afriky Fed Cupu 2009 proti Nizozemsku, když zvítězila nad Wongovou ve dvouhře a spolu s Katalinou Morisovou vyhrála také čtyřhru. V soutěži celkově nastoupila ke čtrnácti mezistátním utkáním s bilancí 8–3 ve dvouhře a 8–5 ve čtyřhře.
Maďarsko reprezentovala na Hrách XXX. olympiády v Londýně, kde vypadla v úvodním kole dvouhry s Britkou Elenou Baltachovou po dvousetovém průběhu 3–6 a 3–6. Po boku Tímey Babosové nastoupila do ženské čtyřhry, v níž byly vyřazeny v první fázi turnaje čtvrtým nasazeným párem Češek Andrea Hlaváčková a Lucie Hradecká. Zúčastnila se také pekingských Letních olympijských her 2008, kde v soutěži dvouhry jako jedenáctá nasazená skončila v prvním kole porážkou od čínské hráčky Ťie Čengové ve třech setech. V ženské čtyřhře startovala s Grétou Arnovou na divokou kartu. V úvodním kole podlehly japonskému páru Ajumi Moritová a Ai Sugijamová.

## Soukromý život

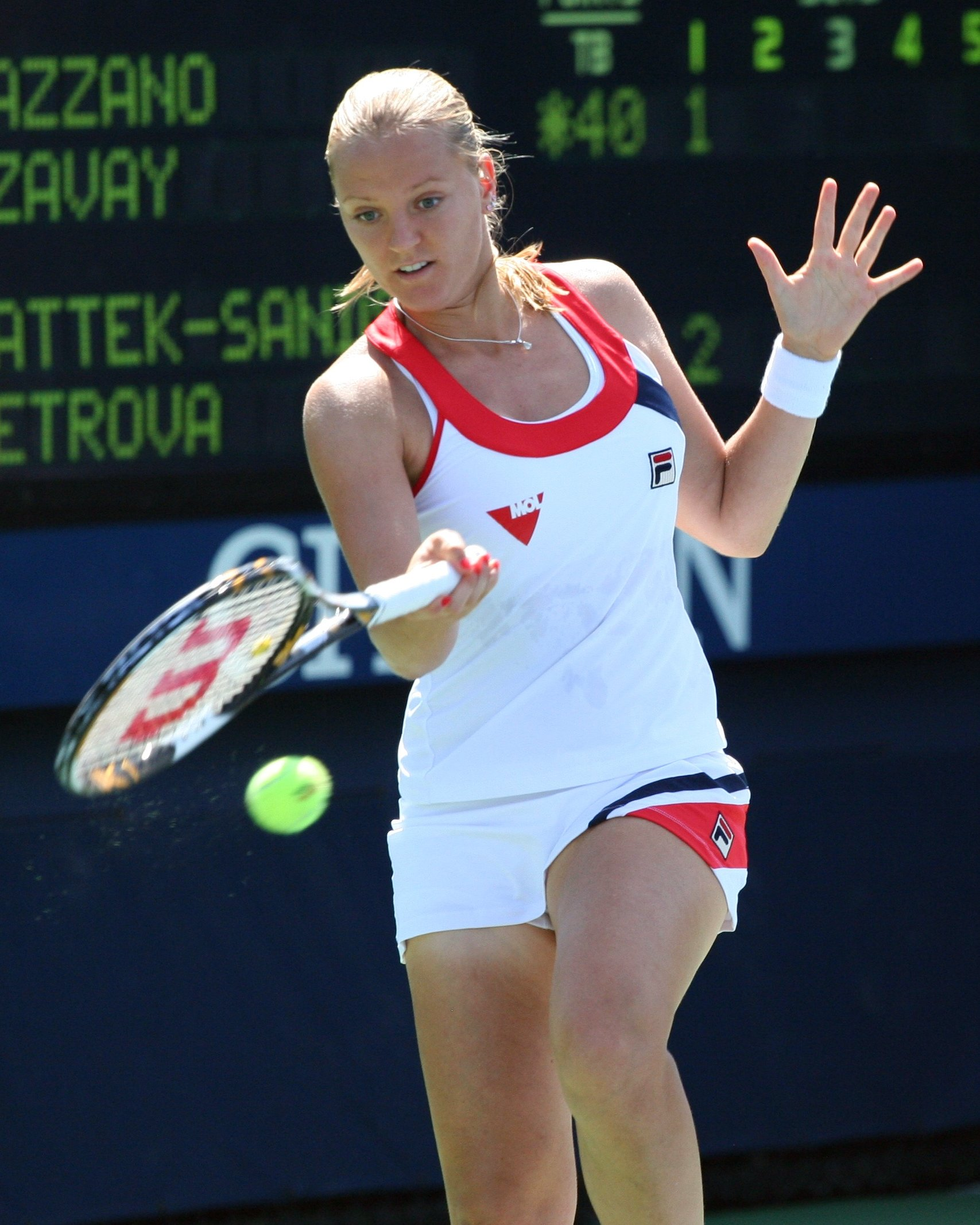
Na US Open 2009

Narodila se roku 1988 v maďarském Kiskunhalasi a vyrostla ve městě Soltvadkert. Tenis začala hrát v šesti letech, když ji nejdříve vedli rodiče. Později se jejími trenéry stali Zoltán Újhidy, Levente Barátosi, Miklós Hornok, József Bocskay, Zoltán Kuharszky, Karl-Heinz Wetter a Gábor Köves.
Má o pět let mladší sestru Blanku Szávayovou (nar. 1993), která je profesionální tenistka.

## Finálové účasti na turnajích WTA
| Legenda                                         |
| ----------------------------------------------- |
| D – dvouhra; Č – čtyřhra                        |
| Grand Slam (0–0)                                |
| WTA Tour Championships (0–0)                    |
| Tier I / Premier Mandatory & Premier 5 (0–0)    |
| Tier II / Premier (1–2 D; 0–1 Č)                |
| Tier III, IV & V / International (4–0 D; 2–5 Č) |

### Dvouhra: 7 (5–2)
| Stav       | Č. | Datum             | Turnaj                   | Povrch | Soupeřka ve finále         | Výsledek         |
| ---------- | -- | ----------------- | ------------------------ | ------ | -------------------------- | ---------------- |
| Vítězka    | 1. | 16. července 2007 | Palermo, Itálie          | antuka | Martina Müllerová          | 6–0, 6–1         |
| Finalistka | 1. | 25. srpna 2007    | New Haven, Spojené státy | tvrdý  | Světlana Kuzněcovová       | 4–6, 3–0skreč    |
| Vítězka    | 2. | 23. září 2007     | Peking, ČLR              | tvrdý  | Jelena Jankovićová         | 6–7(7), 7–5, 6–2 |
| Finalistka | 2. | 10. února 2008    | Paříž, Francie           | tvrdý  | Anna Čakvetadzeová         | 6–3, 2–6, 6–2    |
| Vítězka    | 3. | 12. července 2009 | Budapešť, Maďarsko       | antuka | Patty Schnyderová          | 2–6, 6–4, 6–2    |
| Vítězka    | 4. | 11. července 2010 | Budapešť, Maďarsko       | antuka | Patty Schnyderová          | 6–2, 6–4         |
| Vítězka    | 5. | 18. července 2010 | Praha, Česko             | antuka | Barbora Záhlavová-Strýcová | 6–2, 1–6, 6–2    |

### Čtyřhra: 8 (2–6)
| Stav       | Č. | Datum             | Turnaj      | Povrch | Spoluhráčka           | Soupeřky ve finále                     | Výsledek    |
| ---------- | -- | ----------------- | ----------- | ------ | --------------------- | -------------------------------------- | ----------- |
| Finalistka | 1. | 8. července 2004  | Budapešť    | antuka | Virág Némethová       | Petra Mandulová Barbara Schettová      | 6–3, 6–2    |
| Finalistka | 2. | 24. října 2005    | Hasselt     | tvrdý  | Michaëlla Krajiceková | Émilie Loitová Katarina Srebotniková   | 6–3, 6–4    |
| Finalistka | 3. | 20. února 2006    | Bogotá      | tvrdý  | Jasmin Wöhrová        | Gisela Dulková Flavia Pennettaová      | 7–6, 6–1    |
| Finalistka | 4. | 3. března 2007    | Dauhá       | tvrdý  | Vladimíra Uhlířová    | Martina Hingisová Maria Kirilenková    | 6–1, 6–1    |
| Vítězka    | 1. | 23. dubna 2007    | Budapešť    | antuka | Vladimíra Uhlířová    | Martina Müllerová Gabriela Navrátilová | 7–5, 6–2    |
| Finalistka | 5. | 23. července 2007 | Bad Gastein | antuka | Vladimíra Uhlířová    | Lucie Hradecká Renata Voráčová         | 6–3, 7–5    |
| Vítězka    | 2. | 5. ledna 2008     | Gold Coast  | tvrdý  | Dinara Safinová       | Jen C’ Čeng Ťie                        | 6–1, 6–2    |
| Finalistka | 6. | 18. července 2010 | Praha       | antuka | Monica Niculescuová   | Timea Bacsinszká Tathiana Garbinová    | 7–5, 7–6(4) |

## Tituly na okruhu ITF

### Dvouhra: 3
| Č. | Datum           | Turnaj                 | Povrch | Soupeřka ve finále | Výsledek    |
| -- | --------------- | ---------------------- | ------ | ------------------ | ----------- |
| 1. | 20. září 2004   | Ciampino, Itálie       | antuka | Stefania Boffová   | 6–0, 6–2    |
| 2. | 22. října 2006  | Houston, Spojené státy | tvrdý  | Bethanie Matteková | 2–6 6–4 6–1 |
| 3. | 19. května 2007 | Záhřeb, Chorvatsko     | antuka | Nika Ožegovićová   | 6–0 7–6(2)  |

### Čtyřhra: 3
| Č. | Datum             | Turnaj             | Povrch | Spoluhráčka           | Soupeřky ve finále                      | Výsledek |
| -- | ----------------- | ------------------ | ------ | --------------------- | --------------------------------------- | -------- |
| 1. | 10. dubna 2005    | Dinan, Francie     | antuka | Michaëlla Krajiceková | Julia Bejgelzimerová Sandra Klöselová   | 7–5, 7–5 |
| 2. | 23. července 2006 | Vittel, Francie    | antuka | Julia Bejgelzimerová  | Mădălina Gojneová Jekatěrina Makarovová | 6–2, 7–5 |
| 3. | 20. května 2007   | Záhřeb, Chorvatsko | antuka | Emma Laineová         | Klaudia Jansová Alicja Rosolská         | 6–1, 6–2 |

## Chronologie výsledků

### Dvouhra
| Grand Slam            |                |                |                |                |                |                |             |             |             |     |       |
| Australian Open       | A              | A              | A              | Q1             | Q2             | 1R             | 1R          | 2R          | A           | A   | 1–3   |
| French Open           | A              | A              | A              | Q3             | 2R             | 3R             | 4R          | 2R          | 1R          | A   | 12–6  |
| Wimbledon             | A              | A              | A              | A              | 2R             | 4R             | 1R          | 1R          | A           | A   | 7–4   |
| US Open               | A              | A              | Q1             | A              | QF             | 2R             | 1R          | 2R          | A           | 1R  | 6–6   |
| výhry–prohry          | 0–0            | 0–0            | 0–1            | 2–2            | 13–4           | 6–4            | 3–4         | 3–4         | 0–1         | 0–1 | 26–18 |
| Olympijské hry        |                |                |                |                |                |                |             |             |             |     |       |
| LOH                   | NH             | A              | nekonaly se    | nekonaly se    | nekonaly se    | 1R             | nekonaly se | nekonaly se | nekonaly se | 1R  | 0–2   |
| WTA Premier Mandatory |                |                |                |                |                |                |             |             |             |     |       |
| Indian Wells          | A              | A              | A              | A              | A              | A              | 4R          | 3R          | 2R          | A   | 4–3   |
| Miami                 | A              | A              | A              | A              | A              | 2R             | 4R          | 3R          | 2R          | A   | 4–4   |
| Madrid                | nekonal se     | nekonal se     | nekonal se     | nekonal se     | nekonal se     | nekonal se     | QF          | 1R          | 2R          | A   | 4–2   |
| Peking                | NH             | ne jako Tier I | ne jako Tier I | ne jako Tier I | ne jako Tier I | ne jako Tier I | 1R          | 1R          | A           |     | 6–3   |
| WTA Premier 5         |                |                |                |                |                |                |             |             |             |     |       |
| Dubaj                 | ne jako Tier I | ne jako Tier I | ne jako Tier I | ne jako Tier I | ne jako Tier I | ne jako Tier I | 1R          | A           | A           | NP5 | 0–1   |
| Dauhá                 | ne jako Tier I | ne jako Tier I | ne jako Tier I | ne jako Tier I | ne jako Tier I | 1R             | nekonal se  | nekonal se  | NP5         | A   | 0–1   |
| Řím                   | A              | A              | A              | A              | A              | 2R             | 1R          | A           | A           | A   | 1–2   |
| Montreal/Toronto      | A              | A              | A              | A              | A              | A              | 2R          | 3R          | A           |     | 3–2   |
| Cincinnati            | ne jako Tier I | ne jako Tier I | ne jako Tier I | ne jako Tier I | ne jako Tier I | ne jako Tier I | 2R          | A           | A           |     | 1–1   |
| Tokio                 | A              | A              | A              | A              | A              | 1R             | 1R          | 1R          | A           |     | 0–3   |
| Tituly                | 0              | 1              | 0              | 1              | 3              | 0              | 1           | 2           | 0           | 0   | 5     |
| žebříček WTA          | –              | 278.           | 181.           | 207.           | 20.            | 28.            | 40.         | 37.         | 256.        |     |       |

### Čtyřhra

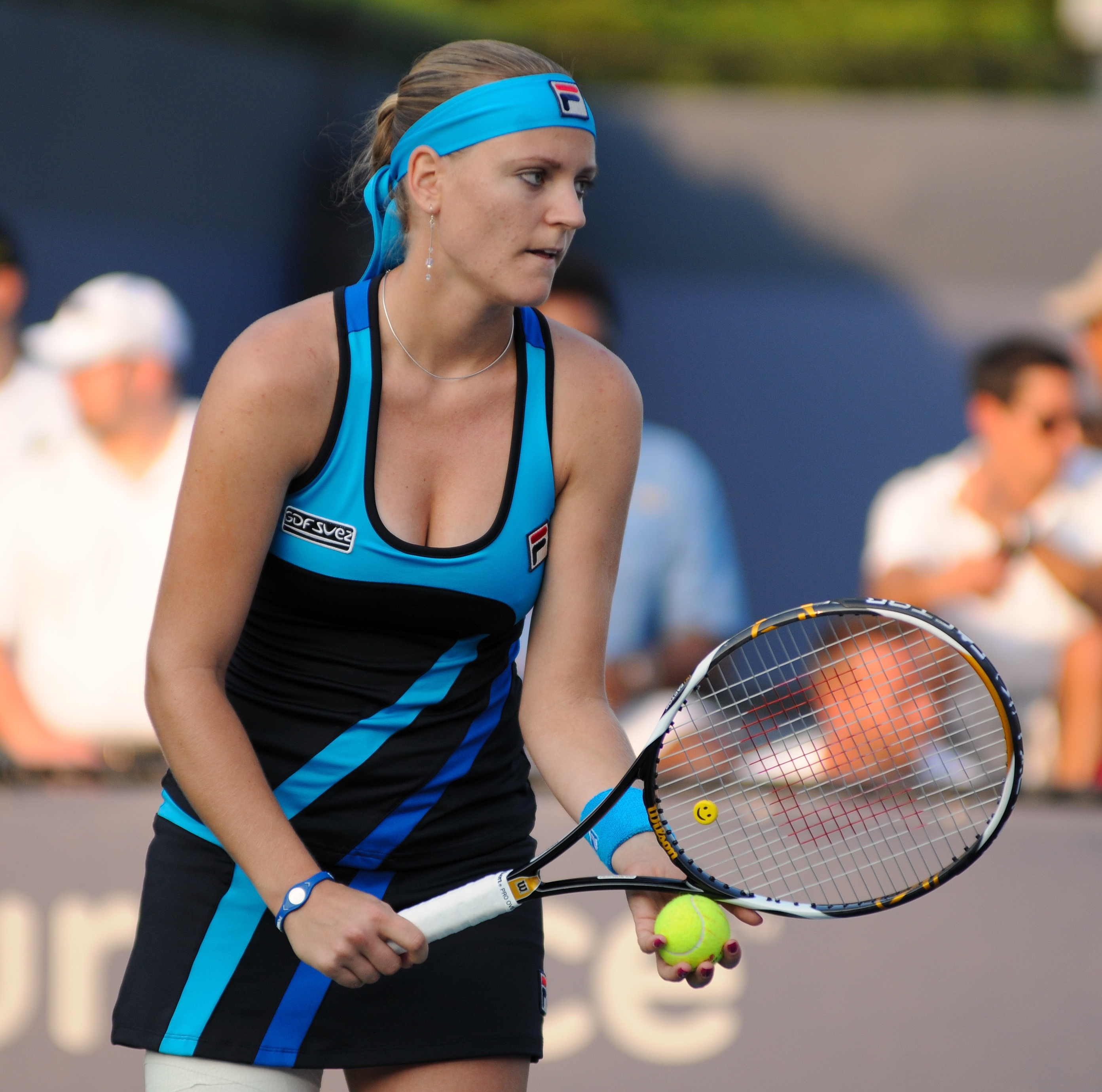
Na US Open 2010

| Grand Slam      |     |     |     |     |     |   |     |       |
| Australian Open | 3R  | 2R  | 1R  | 3R  | 2R  | A |     | 6–5   |
| French Open     | 1R  | 3R  | 3R  | 2R  | 2R  | A |     | 6–5   |
| Wimbledon       | A   | 2R  | 3R  | 1R  | QF  |   |     | 6–4   |
| US Open         | A   | SF  | A   | 2R  | A   |   | 1R  | 5–3   |
| výhry–prohry    | 2–2 | 8–4 | 4–3 | 4–4 | 5–3 |   | 0–1 | 23–17 |

| Legenda | Legenda                                   | Legenda | Legenda                     |
| ------- | ----------------------------------------- | ------- | --------------------------- |
| SR      | poměr vyhraných turnajů ku všem odehraným | W–L V–P | výhry–prohry                |
| NH      | daný rok se turnaj nekonal                | A       | turnaje se hráč nezúčastnil |
| 1Q / LQ | prohra v (kole) kvalifikace               | 1k / 1R | prohra v daném kole turnaje |
| QF / ČF | prohra ve čtvrtfinále                     | SF      | prohra v semifinále         |
| F       | prohra ve finále                          | Vítěz   | vítězství v turnaji         |

## Postavení na konečném žebříčku WTA

### Dvouhra
| Rok    | 2004 | 2005   | 2006   | 2007  | 2008  | 2009  | 2010  | 2011   | 2012    |
| Pořadí | 378. | ▲ 181. | ▼ 207. | ▲ 20. | ▼ 28. | ▼ 40. | ▲ 37. | ▼ 256. | ▼ 1025. |

### Čtyřhra
| Rok    | 2004 | 2005  | 2006   | 2007  | 2008  | 2009  | 2010  | 2011   |
| Pořadí | 275. | ▲ 95. | ▼ 104. | ▲ 26. | ▼ 64. | ▼ 90. | ▼ 57. | ▼ 257. |